# Белокур, Екатерина Васильевна
Екатерина Васильевна Белокур (укр. Катерина Василівна Білокур; 25 ноября [8 декабря] 1900, Богдановка, Полтавская губерния, Российская империя — 10 июня 1961, Яготин, Киевская область, Украинская ССР) — украинская советская художница, мастер народной декоративной живописи. Народный художник Украинской ССР (1956).
Миру Екатерину Билокур открыл украинский писатель, искусствовед и исследователь творчества художницы Николай Кагарлицкий, собрав и издав письма художницы, а также воспоминания современников о ней.

## Биография
Родилась 24 ноября (7 декабря) 1900 года в селе Богдановка. Отец, Василий Иосифович Белокур, был состоятельным человеком, имел 2,5 десятин пахотной земли, держал скот. Кроме Екатерины в семье было два сына — Григорий и Павел. В возрасте 6—7 лет Екатерина научилась читать. На семейном совете было решено не отдавать девушку в школу, чтобы сэкономить на одежде и обуви. Рисовать начала с ранних лет, однако родители не одобряли это занятие и запрещали этим заниматься. Екатерина продолжала рисовать тайком от родных, используя для этого полотно и уголь. Рисовала декорации для драмкружка, созданного соседом и родственником Белокуров — Никитой Тонконогом. Позже Екатерина также играла на сцене этого театра.
В 1922—1923 годах Екатерина узнала о Миргородском техникуме художественной керамики. Она отправилась в Миргород, имея при себе два рисунка: копия с какой-то картины и набросок дедовского дома с натуры, выполненных уже не на полотне, а на специально для этого приобретённой бумаге. В техникум Екатерину не приняли из-за отсутствия документа об окончании семилетки, и она вернулась домой пешком.
Желание рисовать её не покидало, и со временем она начала посещать драматический кружок, организованный супружеской парой учителей Калита. Родители согласились на участие дочери в спектаклях, но при условии, что драмкружок не будет мешать работе по хозяйству. В 1928 году Белокур узнала о наборе в Киевский театральный техникум и решила попробовать свои силы. Но ситуация повторилась: ей снова отказали по той же причине. Осенью 1934 года она совершила попытку утопиться в реке Чумгак, в результате чего застудила ноги. После попытки суицида отец с проклятиями согласился на занятия дочери рисованием.

### Творческий период
Весной 1940 года Екатерина услышала по радио песню «Чи я в лузі не калина була» в исполнении Оксаны Петрусенко. Песня настолько поразила Белокур, что она написала певице письмо, вложив в него рисунок калины на куске полотна. Рисунок поразил певицу, и она, посоветовавшись с друзьями — Василием Касияном и Павлом Тычиной — обратилась в Центр народного творчества. Вскоре в Полтаву поступило распоряжение — съездить в Богдановку, найти Белокур, поинтересоваться её работами.
Богдановку посетил Владимир Хитько, возглавлявший тогда художественно-методический совет областного Дома народного творчества. Несколько картин Белокур он показал в Полтаве художнику Матвею Донцову. В 1940 году в Полтавском доме народного творчества открылась персональная выставка художницы-самоучки из Богдановки, которая в то время состояла лишь из 11 картин. Выставка имела огромный успех и художницу премировали поездкой в Москву. В сопровождении Владимира Хитько она посетила Третьяковскую галерею и Пушкинский музей.

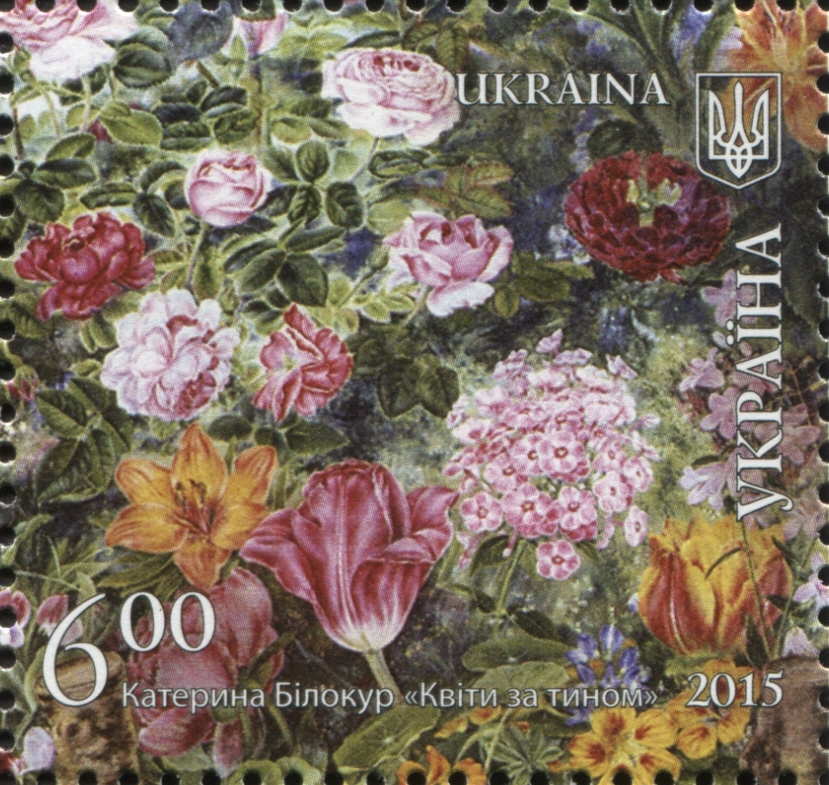
Е. Белокур. «Цветы за плетнём». Марка Украины. 2015 г.

В 1944 году Богдановку посетил директор Государственного музея украинского народного декоративного искусства Василий Нагай, который приобрёл у Белокур ряд картин. Именно благодаря ему Музей украинского народного декоративного искусства имеет лучшую коллекцию работ Белокур.
В 1949 году Екатерина Белокур становится членом Союза художников Украины. В 1951 году она была награждена орденом «Знак Почёта» и получила звание Заслуженного деятеля искусств УССР. В 1956 году Белокур получила звание Народного художника УССР. В дальнейшие годы произведения Екатерины Белокур регулярно экспонировались на выставках в Полтаве, Киеве, Москве и других городах. Три картины Белокур — «Царь-Колос», «Берёзка» и «Колхозное поле» были включены в экспозицию советского искусства на Международной выставке в Париже (1954). Здесь их увидел Пабло Пикассо, отозвавшийся о Белокур так: «Если бы у нас была художница такого уровня мастерства, мы бы заставили заговорить о ней весь мир!».
Вскоре у художницы появились многочисленные друзья, художники и искусствоведы, у которых она нашла понимание и уважение. Кроме встреч она вела с ними длительную переписку из Богдановки. Среди её адресатов — поэт Павел Тычина и его жена Лидия Петровна, искусствовед Стефан Таранушенко, директор Музея украинского народного декоративного искусства Василий Нагай, художники Елена Кульчицкая, Матвей Донцов, Эмма Гурович и другие. В Богдановке у художницы появились ученицы Ольга Бинчук, Тамара Ганжа и Анна Самарская.

### Последние годы
В 1948 году умер отец художницы Василий Белокур. Екатерина некоторое время жила с больной матерью, а впоследствии к ним переехал брат Григорий с женой и 5 детьми. Весной 1961 года к болям в ногах Белокур добавилась сильная боль в желудке. Домашние лечебные средства не помогали, а в богдановской аптеке не было необходимых лекарств. В начале июня 1961 года умерла 94-летняя мать художницы. В том же году Екатерину отвезли в Яготинскую районную больницу. 10 июня ей сделали операцию, не принёсшую результата, и в тот же день Екатерина Белокур умерла. Художница была похоронена в родном селе Богдановка. Автор надгробного памятника — скульптор Иван Гончар.

## Творчество

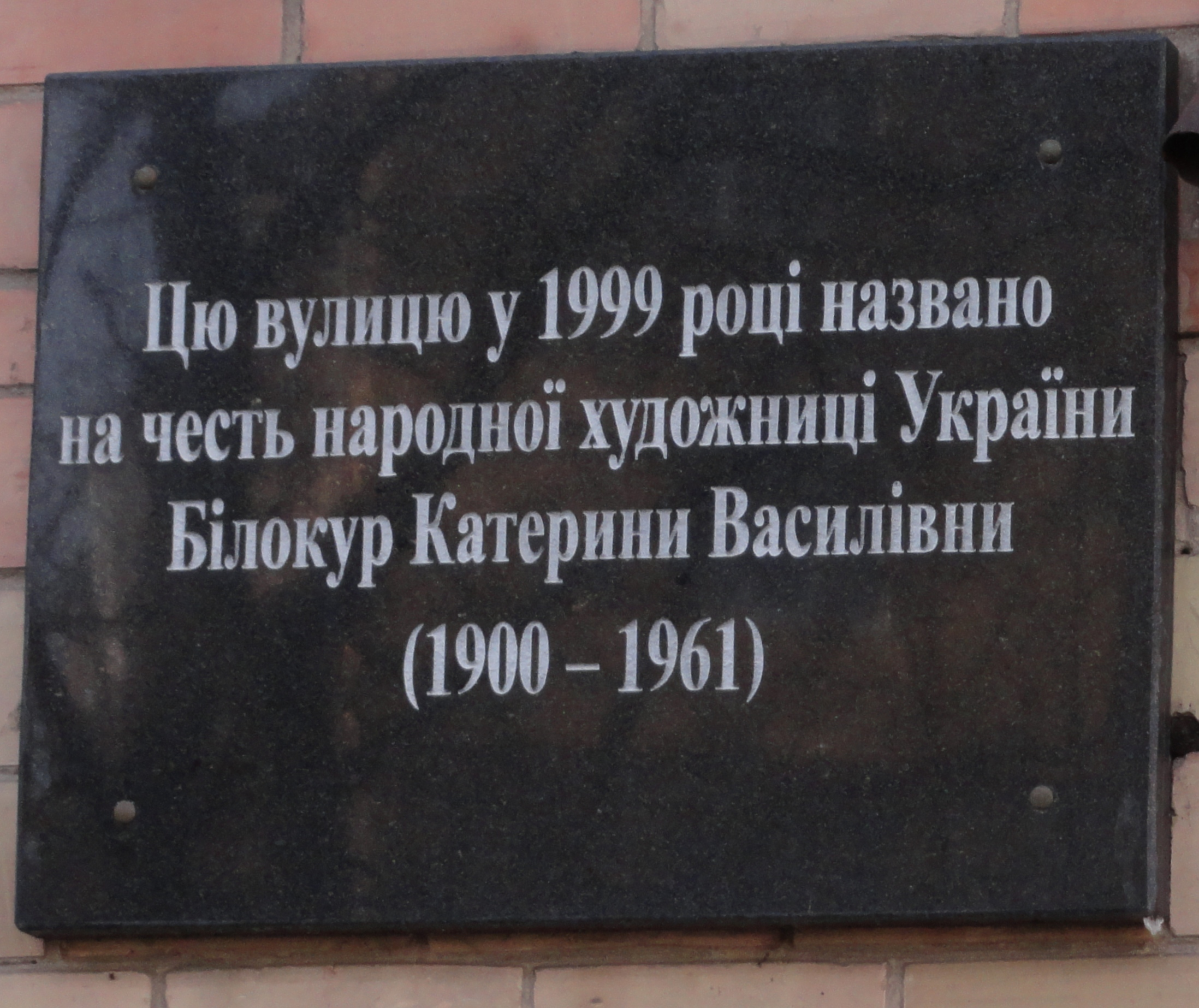
Памятный знак на улице Белокур в Киеве

В основном Екатерина Белокур рисовала цветы. Нередко в одной картине сочетала весенние и осенние — такая картина рисовалась с весны до осени. 6 георгин на картине «Колхозное поле» рисовала три недели. Кроме цветов Екатерина Белокур рисовала пейзажи и портреты. Несколько раз обращалась к сюжету аиста, который приносит ребёнка, но отказалась от этой идеи из удивления и непонимания окружающих.
Акварелью и карандашом работала мало, художницу больше привлекали масляные краски. Сама делала кисти — выбирала из кошачьего хвоста волоски одинаковой длины. Для каждой краски — своя кисточка. Самостоятельно овладела техникой грунтовки холста.

### Картины
1. Женщина в зелёном корсете. 1920-е гг.
2. В Богдановке, за плотиной. Середина 1920-х гг.
3. Цветы. Конец 1920-х гг.
4. Натюрморт. Конец 1920-х гг.
5. Портрет Оли Белокур. 1928 г.
6. Портрет Надежды Кононенко. 1929 г.
7. Пейзаж с ветряной мельницей. Начало 1930-х гг.
8. Дорога уходит в даль. Начало 1930-х гг.
9. Портрет колхозницы Татьяны Бахмач. 1932—1933 гг.
10. Цветы за плетнем. 1935 г.
11. Портрет племянниц художницы. 1937—1939 гг.
12. Цветы в тумане. 1940 г.
13. Сон. 1940 г.
14. Георгины (Цветы и калина). 1940 г.
15. Деревья в лесу. 1940-е г.
16. Сельский двор. 1940-е гг.
17. На околице. 1940-е гг.
18. Портрет Софьи Журбы. 1940-е гг.
19. Портрет Надежды Белокур. 1941 г.
20. Полевые цветы. 1941 г.
21. Цветы. 1942 г.
22. Цветы вечером. 1942 г.
23. Цветы на голубом фоне. 1942—1943 гг.
24. Буйная. 1944—1947 гг.
25. Декоративное панно. 1945 г.
26. Привет урожаю. 1946 г.
27. Пионы. 1946 г.
28. 30-летие СССР. 1947 г.
29. Цветы и орехи. 1948 г.
30. Пионы. 1948 г.
31. Колхозное поле. 1948—1949 гг.
32. Букет цветов. Конец 1940-х — начало 1950-х гг.
33. Воробьи. Конец 1940-х гг.
34. На землю опускается тихий вечер. Конец 1940-х гг.
35. Колхозница. 1949 г.
36. Царь-Колос. 1949 г.
37. Эскиз «Женщина с тростью». 1950-е гг.
38. Царь-Колос (вариант). 1950-е гг.
39. Розы (Мальвы) 1950 г.
40. Цветы, яблоки и помидоры. 1950 г.
41. Автопортрет. 1950 г.
42. За родной Богдановкой. 1950 г.
43. Ваза из цветов. 1950-е гг.
44. Счастье (Аисты принесли ребёнка). 1950 г.
45. Эскиз к картине «Счастье». 1950 г.
46. Счастливое детство. 1950-е гг.
47. Цветы и берёзки вечером. 1950 г.
48. Сердитый мальчик. 1950 г.
49. Завтрак. 1950 г.
50. Пшеница, цветы, виноград. 1950—1952 гг.
51. Арбуз, морковь, цветы. 1951 г.
52. Счастье (неоконченный вариант). 1951 г.
53. Портрет девочки. Начало 1950-х гг.
54. Эскиз «Калина. Мак». Начало 1950-х гг.
55. Цветы. 1952—1953 гг.
56. Цветы и виноград. 1953—1958 гг.
57. Цветы на синем фоне. 1954 г.
58. Будьте здоровы, с урожаем. 1954 г.
59. Мальвы и розы. 1954—1958 гг.
60. Богдановские яблоки. Середина 1950-х гг.
61. В старом селе. Зима. 1950-е гг.
62. Тыквы цветут. 1950-е гг.
63. Эскиз «Дом». 1950-е гг.
64. Ветка полыни. Середина 1950-х гг.
65. На круче. 1950-е гг.
66. Хата деда Саввы. 1950-е гг.
67. Сосна. 1950-е гг.
68. Дерево. Середина 1950-х гг.
69. Деревья за забором. 1950-е гг.
70. Гуляки (юмористическая сценка). 1950-е гг.
71. Дом в Богдановке. 1955 г.
72. Роща. 1955 г.
73. Георгины. 1957 г.
74. Пионы. 1958 г.
75. Цветы и калина. 1958 г.
76. Натюрморт с колосками и кувшином. 1958—1959 гг.
77. Натюрморт «Цветы и овощи» 1959 г.
78. Букет цветов. 1959 г.
79. Натюрморт. 1960 г.

## Память

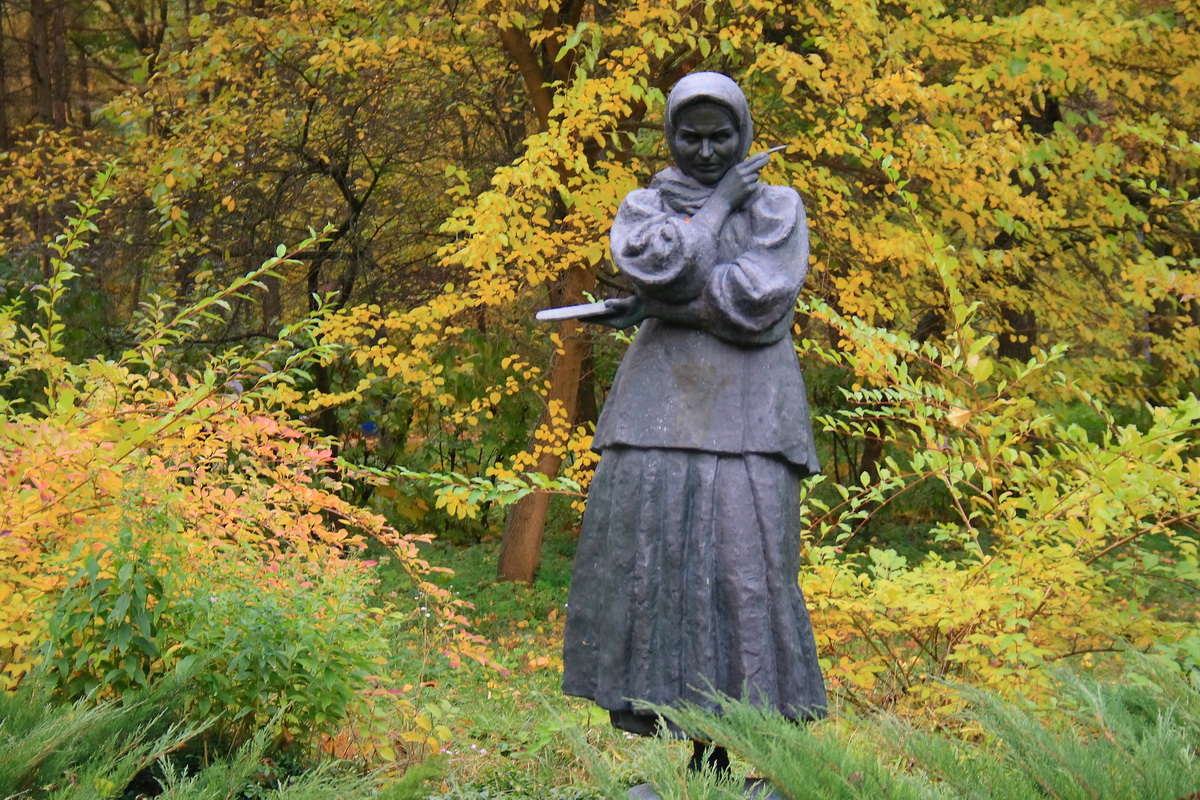
Памятнык Екатерине Белокур в Яготине

- Дом Белокуров в Богдановке стал Домом-музеем Екатерины Белокур. Тут находится и скульптурный образ — Екатерина Белокур с розами — работы Ивана Белокура, племянника художницы, сына её брата Григория.
- Биографический фильм «Буйная», снятый в 1990 году режиссёром Виктором Василенко, рассказывает о драматической жизни Екатерины Белокур. В главной роли актриса Раиса Недашковская.
- В 1999 году в честь Екатерины Белокур была переименована улица Евгении Бош в Киеве.
- Украинским монетным двором выпущена монета номиналом две гривны[5].
- В июне 1989 года постановлением Совета министров УССР учреждена премия имени Екатерины Белокур за выдающиеся произведения традиционного народного искусства с целью стимулирования развития украинского народного искусства.
- В 2016 году в рамках исполнения закона о «декоммунизации» в городе Краматорск улица Клары Цеткин была переименована в честь Екатерины Белокур.
- Памятник в городе Яготин (скульптор Владимир Ганзенко, 1981)[6].